# 田村誠顕
田村 誠顕（たむら のぶあき）は、江戸時代中期の大名。陸奥国一関藩の第2代藩主。官位は従五位下・下総守。

## 略歴
寛文10年（1670年）2月1日、坂上広野の曾孫である田村国当（丹波守）を祖とする丹波田村氏の一族・奥医師田村安栖家の分家にあたる旗本で当時書院番士、のちに留守居番となった田村顕当（助太夫）の五男として誕生した。母は能見松平家の松平昌吉（勝左衛門）の娘で顕当の継室であった。走水奉行を勤めた田村長衞の孫でもある。
元禄9年（1696年）2月に先代藩主・田村建顕の養嗣子となり、宝永5年（1708年）の建顕の死去により跡を継ぐ。
享保12年（1727年）6月16日に死去した。享年58。最初の養子で旗本分家の泰顕は夭折しており、婿養子の村顕が跡を継いだ。

## 系譜
父母
- 田村顕当（実父）
- 富 - 松平昌吉の娘（実母）
- 田村建顕（養父）

正室、継室
- 熊（瑞光院） - 田村建顕の長女（正室）
- おいよ - 田村建顕の養女、竹内惟庸[1]の娘（継室）

子女
- 高 - 分部光忠正室
- 百（三女） - 田村泰顕正室、後に田村村顕正室
- 田村顕晋室
- 娘

養子
- 田村泰顕 - 田村顕普の長男
- 田村村顕 - 伊達宗贇の次男